# Mausoleum der Schirwanschahs

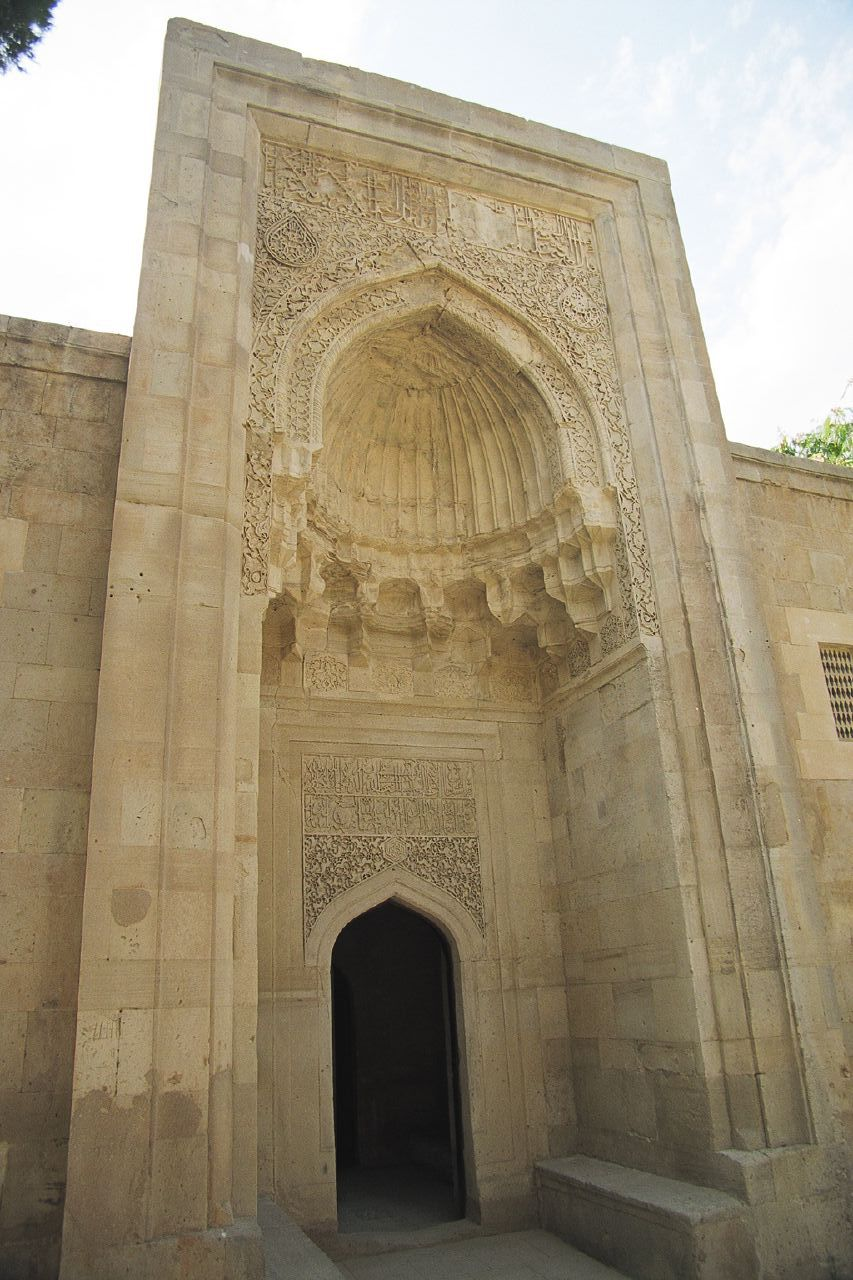
Das Muqarnas-geschmückte Portal des Mausoleums

Das Mausoleum der Schirwanschahs (errichtet 1435/1436) ist ein rechteckiges Gebäude auf dem Gelände des Palasts der Schirwanschahs in Baku, Aserbaidschan. Es wird von einer hexaedrischen Kuppel gekrönt, die außen mit Sternen geschmückt ist. Das Portal ist mit zahlreichen Ornamenten verziert und gilt als ein herausragendes Beispiel für die Baukunst des mittelalterlichen Aserbaidschans. 
Über dem Eingang des Mausoleums befindet sich eine Inschrift, die unter anderem den Erbauer und das Jahr der Fertigstellung nennt:
Chalilullah [I.], der größte Sultan, der große Schirwanschah, der Namensvetter des göttlichen Propheten, der Verteidiger der Religion, befahl 839 (=1435/1436), diese lichte Gruft für seine Mutter und seinen Sohn zu errichten.
Auf zwei tropfenförmigen Medaillons über dem Portal (siehe Abbildung) steht zudem der Name des Baumeisters – Ali. Im zentralen Teil des Baus, unter dem hölzernen Fußboden, liegt die Gruft mit den Grabstellen; in zwei Räumen sind Kindergräber und in drei Räumen Erwachsenengräber. In dem Mausoleum gibt es allerdings noch 14 weitere Gräber, die allen Mitgliedern der Herrscherfamilie zugerechnet werden. 
Im Jahr 2000 wurde das Mausoleum der Schirwanschahs als Teil der historischen Altstadt İçəri Şəhər in das Weltkulturerbe der UNESCO aufgenommen.